# Jeremias Rebstock

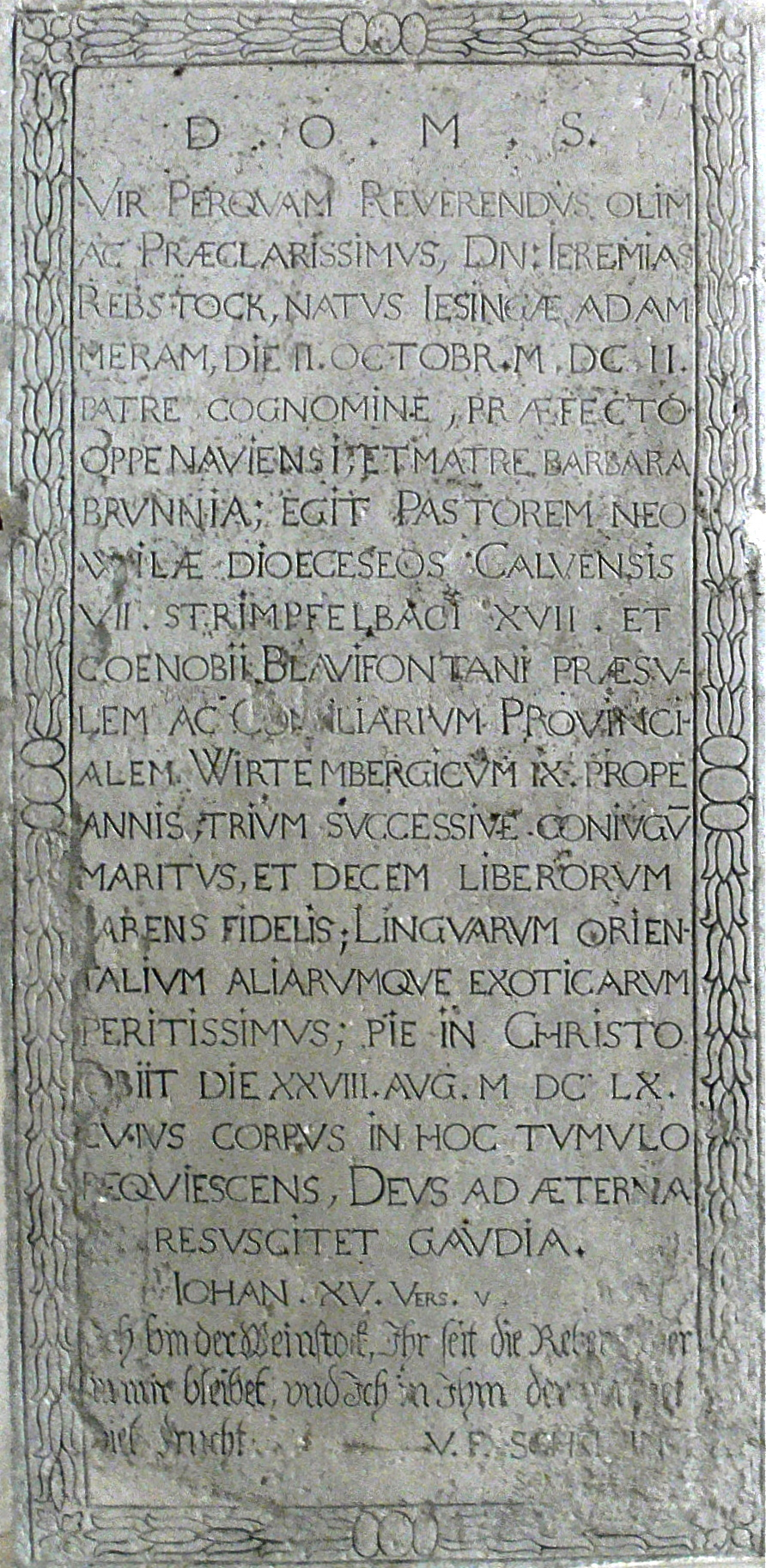
Rebstocks Epitaph im Kloster Blaubeuren

Jeremias Rebstock (* 2. Oktober 1602 in Jesingen; † 28. August 1660 in Blaubeuren) war ein deutscher evangelischer Theologe.
Rebstock war der Sohn des späteren Vogtes von Oppenau (dort: 1616–1630), Jeremias Rebstock (1579–1630), und seiner Frau Barbara Brunn (1580–1610). Rebstock war ab 1627 Pfarrer in Neuweiler. Er heiratete am 25. Oktober 1627 die Pfarrerstochter Ursula geb. Kayerleber (* 23. Juni 1605 † 27. Juli 1630 kurz nach 8 Uhr). Das erhaltene hölzerne, bemalte Epitaph in der Neuweiler Stephanuskirche aus dem Jahr 1631 erinnert an Rebstocks verstorbene erste Frau. Ihre Ehe war kinderlos geblieben. 1635 wechselte Rebstock nach Strümpfelbach. Von 1651 oder 1652 bis 1660 war er Abt des evangelischen Klosters Blaubeuren und als solcher Mitglied der württembergischen Landschaft. 1636 heiratete er die Pfarrerswitwe Catharina Bab, geb. Sorg (1607–1678). Der gemeinsame Sohn Augustin Rebstock (1640–1709) wurde ebenfalls Geistlicher.
Bekannt wurde Rebstock durch seine Mitwirkung an den Württemberger Summarien oder gründliche Auslegung über die gantze Heilige Schrift Alten und Neuen Testamentes (Stuttgart, 1659 und 1667), für die er das 1. Buch Moses bearbeitete. Die weiteren Teile des Werkes stammen von Johann Jakob Heinlin (1588–1660) und Johann Konrad Zeller (1603–1683). Diese auf Veranlassung des Herzogs Eberhard III. entstandene praktisch-erbauliche Bibelauslegung lehnte sich an das Vorbild der Weimarer (oder Ernestinischen) Bibel an. Sie blieb lange im kirchlichen Gebrauch und wurde bis ins 19. Jahrhundert mehrfach bearbeitet.